# Rebecca Lobo
Pour les articles homonymes, voir Lobo.
Rebecca Lobo, née le 6 octobre 1973 à Hartford, Connecticut, est une joueuse américaine de basket-ball, évoluant au poste de pivot. Après sa carrière sportive, elle a entamé une carrière de consultante sur le basket-ball à la télévision.

## Biographie
Elle effectue sa carrière universitaire avec les Huskies du Connecticut de l'université du Connecticut. Elle participe au titre NCAA obtenu à l'issue d'une saison de 35 rencontres disputées sans défaite. À titre individuel, elle est récompensée du Naismith College Player of the Year, trophée récompensant la meilleure joueuse universitaire de l'année. Elle reçoit également le trophée de Sportive de l'année décerné par l'agence de presse américaine Associated Press et le Sportswoman of the Year pour une joueuse de sport collectif. 
À la création de la ligue professionnelle américaine de la Women's National Basketball Association (WNBA) en 1997, elle est affectée à la franchise du Liberty de New York. Lors de la première saison, elle atteint avec sa franchise les finales de la saison WNBA. Opposées à la franchise des Comets de Houston, les joueuses de New York sont battues sur le score de 65-51. Lors de ses deux premières saisons dans la ligue, elle débute la totalité des rencontres auxquelles elle participe dans le cinq majeur. Ses statistiques sont respectivement de 12,4 points et 7,3 rebonds pour la saison WNBA 1997 et 11,7 points et 6,9 rebonds pour la saison WNBA 1998. En 1999, elle subit une blessure aux ligaments croisés ce qui la prive de la fin de saison. Elle manque également la première édition des WNBA All-Star Game et la saison suivante. Elle fait son retour sur les parquets lors de la saison WNBA 2001 le 7 juin 2001 contre Cleveland. Lors de cette année, elle dispute seize rencontres avec un temps de jeu de 5,3 minutes par match. Ses statistiques sont alors de 1,1 point et 0,9 rebond par rencontre. Après cinq saisons sous les couleurs de New York, elle fait partie d'un échange avec les Comets de Houston, franchise où elle évolue durant la saison 2002. Durant celle-ci, ses statistiques et son temps de jeu sont proches de la saison précédente, avec 6,3 minutes et 1,6 point. Elle effectue sa dernière saison l'année suivante chez le Sun du Connecticut. Elle y retrouve un temps de jeu plus important avec 11,9 minutes, portant son nombre de points à 2,4 et son nombre de rebonds à 2,1. 
Ses statistiques en carrière sont finalement de 6,7 points et 4,1 rebonds pour 19,2 minutes disputées.
Après sa carrière sportive, elle reste dans le domaine du basket-ball, occupant des postes d'analyste ou de commentatrice, principalement autour des matchs de la WNBA mais aussi de NCAA.
En 2010, elle est introduite dans le Women's Basketball Hall of Fame.

## Cancer du sein
En 1996, elle collabore avec sa mère RuthAnn Lobo à un livre, intitulé The Home Team, traitant de la bataille de celle-ci contre le cancer du sein. 
Elle occupe également un rôle de porte-parole pour une fondation récoltant des dons afin de favoriser la recherche contre cette maladie.

## Club
- Huskies du Connecticut (NCAA)

### WNBA
- 1997-2001 : Liberty de New York
- 2002 : Comets de Houston
- 2003 : Sun du Connecticut

## Palmarès

### Club
- Championne NCAA 1995

### Sélection nationale
- Jeux olympiques d'été
  -  Médaille d'or aux Jeux olympiques de 1996 à Atlanta

### Distinctions personnelles
- Meilleure joueuse du Tournoi NCAA 1995
- trophée Naismith 1995
- Vainqueur du Wade Trophy en 1995
- Second meilleur cinq de la WNBA (1997)
- Intronisée au Basketball Hall of Fame en 2017[5]